# Enlil-nādin-apli
Enlil-nādin-apli war ein König der Zweiten Dynastie von Isin. Er folgte dort seinem Vater Nabu-kudurri-usur I. auf den Thron. Nach einer kurzen Regierungszeit kam er zu Tode, möglicherweise im Rahmen eines Putsches, den sein Onkel und Nachfolger Marduk-nādin-aḫḫē führte. Einzige Belege für seine Existenz sind eine Reihe von Kudurrus, die Landtransaktionen beurkunden.